# Melissoptila minarum
Melissoptila minarum är en biart som först beskrevs av Bertoni och Carlos Schrottky 1910.  Melissoptila minarum ingår i släktet Melissoptila och familjen långtungebin. Inga underarter finns listade i Catalogue of Life.